# لأنفير (كيبك)
لأنفير (بالإنجليزية: L'Avenir, Quebec)‏ هي بلدية محلية في كيبيك تقع في كندا في Drummond Regional County Municipality. يقدر عدد سكانها بـ 1,202 نسمة ومساحتها 99.10 كم2 .

## أعلام
- هنري توماس دوفي
- سيباستيان شاربنتييه